# Madame Royale
Pour les articles homonymes, voir Qui connaît Madame Royal ?, Marie Ségolène Royal et Ségolène Royal.
Le surnom de Madame Royale est un titre donné à plusieurs princesses européennes :
- Christine de France, duchesse de Savoie (1630-1637) par mariage et régente (1637-1648)[1]
- Marie-Jeanne-Baptiste de Savoie, duchesse de Savoie (1665-1675) par mariage et régente (1675-1680)[2]
- Marie-Thérèse de France, fille de Louis XVI et de Marie-Antoinette d'Autriche, « Madame Royale » pour la distinguer de la comtesse de Provence, l'épouse de Monsieur, frère du Roi[3].